# Cetățeni
Cetățeni is een Roemeense gemeente in het district Argeș.
Cetățeni telt 3090 inwoners.